# Pilar Pulgar Fraile
Pour les articles homonymes, voir Pulgar (homonymie) et Fraile.
María del Pilar Pulgar Fraile (Moreda, Aller ( Asturies); 15 octobre 1930 - Madrid, 28 janvier 2017) est une femme politique espagnole. Elle fut maire de Palos de la Frontera (Huelva) pendant 15 ans et demi durant deux périodes : entre 1975 et 1983, et entre 1987 et 1995,. Pendant son mandat comme maire eurent lieu la célébration du Ve Centenaire de la Découverte de l'Amérique et le couronnement canonique de la patronne de la ville, la Vierge des Miracles, en la présence du pape Jean-Paul II. Elle fut aussi été députée provinciale, députée de la province de Huelva au Parlement d'Andalousie et députée de Huelva aux Cortes Generales d'Espagne, occupant diverses fonctions dans les deux chambres.

## Biographie
Pilar Pulgar naquit à Moreda, paroisse de la municipalité d'Aller (Asturies), le 15 octobre 1930, fille de Julio Pulgar et María Cruz Fraile. Elle fait des études basiques à Santander et postérieurement, à Bilbao, des études de Intendante Mercantile, un doctorat en Sciences Économiques et est aussi diplômée de l'Administration d'Entreprises à l'Université de Stanford (États-Unis).
Elle fut mariée à José María Tejero García. Elle vécut neuf ans à Caracas (Venezuela), où elle fut Directrice Administrative du Corps de la paix fondé par John F. Kennedy, pendant 6 ans. Le 29 juillet 1967 se produit un tremblement de terre à Caracas, provoquant notamment l'effondrement du bâtiment où elle résidait avec son mari, après quoi ils rentrent Espagne quinze jours plus tard. En 1968 ils déménagent à Palos de la Frontera en raison de l'embauche de son mari dans une des entreprises du Pôle Chimique de Huelva. Pendant ce temps elle travaille en tant que professeur de Sciences Commerciales au Collège Universitaire de La Rábida.

### Maire de Palos de la Frontera
En novembre 1975 elle est nommée, par le gouverneur civil de Huelva, Matías Valdecantos García, maire de Palos de la Frontera. Elle acceda à l'exercice de la charge a condition de ne pas jurer sur les Principes du Mouvement, et que la fonction de maire soit séparer de celle de chef local du Mouvement ce qui, après consultation du gouverneur de Huelva, lui fut concédé. Elle prit possession du poste, promettant fidélité à la Couronne, le 26 novembre, quatre jours après que Juan Carlos I soit proclamé Roi d'Espagne, devenant alors la première maire du règne du nouveau monarque. Cependant elle refusa de s'asseoir sur le siège de maire du fait de ne pas avoir été élue démocratiquement; à ce propos elle déclara quelques années plus tard :

« Du fait d'avoir été nommée et non élue, je ne me sentais pas commode à l'idée d'occuper le poste, c'est pourquoi je ne me suis jamais assise sur le fauteuil de maire jusqu'à ce qu'aux premières élections, en 1979, je gagne mon fauteuil démocratiquement à la majorité absolue. »

Elle s'est postérieurement présentée comme candidate à la mairie en 1979 avec le Groupe Électoral Indépendant de Palos, pour les premières élections municipales, une fois la démocratie remise en place en Espagne, obtenant la majorité absolue, avec 11 conseillers sur 13 possibles, les 2 autres ont été pour la candidature présentée par le PSOE. Cette ample majorité gagnée lors de ces élections lui permit d'obtenir un siège à la Députation Provinciale d'Huelva entre 1979 et 1983.
Après une pause de quatre ans (1983-1987), elle présente à nouveau sa candidature à la mairie de Palos de la Frontera pour le même groupement indépendant aux élections municipales de juin 1987, en obtenant à nouveau la majorité absolue avec 7 conseillers sur 13 possibles,. Elle se présente de nouveau aux élections municipales de 1991 en obtenant une fois plus la majorité absolue, 9 pour sa candidature indépendante, 3 pour le PSOE et 1 pour le Parti Andalucista.
Pendant son mandat comme maire elle reçut une multitude de personnalités civiles, militaires et religieuses, d'entre lesquels, le roi de l'Espagne, Juan Carlos Ier - qui visita la localité à diverses occasions- ou le pape Jean Paul II qui couronna la patronne de la localité, la Vierge des Miracles, pendant sa visite aux Lugares Colombinos et Le Rocío.
En 1992 et 1994 elle fut distinguée Grand Croix du Mérite Naval de Première Classe avec insigne blanche et Grand Croix du Mérite Aéronautique de Première Classe, respectivement. En 1998 elle fut distinguée de la nomination comme fille adoptive de Palos de la Frontera, en plus de lui consacrer une place dans la localité qu'elle dirigea, où se trouvent quelques bâtiments qui supposèrent quelques-unes de ses actions en faveur de la culture dans la commune, comme la Maison de la Culture, la Bibliothèque municipale Antonio Gala ou le collège public Hermanos Pinzón, qui fut transféré à cet endroit, de son premier emplacement, en 1989.

### Parlementaire andalouse et nationale
Elle fut députée de la communauté autonome pour Huelva, en se présentant pour UCD, au Parlement de l'Andalousie dans la 1re législature entre 1982 et 1986, et dans la 6e législature entre 2000 et 2004, pour le Parti Populaire. Elle fut aussi députée pour Huelva aux Cortes Générales d'Espagne dans la 5e et 6e législatures entre 1993 et 2000, aussi dans les listes du Parti Populaire.
Dans son étape parlementaire andalouse et nationale a été membre, conférencière et présidente de diverses commissions dans les deux chambres, en soulignant son activité dans les sujets liés avec l'Union européenne et les relations extérieures de l'Espagne, occupant des charges aussi bien de Présidente de la Commission de Règlement et Immunités de l'Assemblée Parlementaire du Conseil de l'Europe, comme observatrice pour les élections d'Albanie, la Slovénie, la Lettonie Armenia, l'Ukraine et la Croatie.

### Dernières années et décès
Après son étape politique elle continua à recevoir diverses reconnaissances pour son travail pour la défense des libertés démocratiques et la constitution espagnole, entre autres celle de la Médaille d'Or de la Province d'Huelva en 2011, ou le Prix "Martín Alonso Pinzón" pour les valeurs constitutionnelles de la sous-délégation du Gouvernement de l'Espagne à Huelva en 2012,.
Le 28 janvier 2017 à 18h, elle décède à Madrid. Elle est déplacée à Palos de la Frontera le 30 janvier, où s'ouvre une chapelle ardente pour recevoir l'hommage posthume autant d'autorités, personnalités que des voisins de la ville qu'elle gouverna pendant quinze ans et demi. Le soir de ce même jour se célébrèrent ses obsèques dans la paroisse de San Jorge Martyre. On célèbra une Messe de córpore insepulto présidée par le cardinal Carlos Ami archevêque emérite de Séville, puis elle fut transférée au cimetière de la localité, où elle reçut sépulture. Autant le Président du Gouvernement d'Espagne, Mariano Rajoy, que la Chambre des députés lui rendirent hommage et transmirent leurs condoléances autant à sa famille qu'à Palos de la Frontera,.

## Charges occupées
- Maire de Palos de la Frontera. (1975-1983 Et 1987-1995).
- Députée à la Députation Provinciale d'Huelva. (1979-1983).
- Députée de Huelva au Parlement de l'Andalousie. (1982-1986 et 2000-2004).
  - Secrétaire à la Commission de Gobernación et Justice.
  - Porte-parole à la Commission de Affaires Européennes.
  - Vice-présidente de la Commission de Développement Statutaire
- Députée de Huelva à la Chambre des députés. (1993-2000).
  - Porte-parole adjointe de la Commission d'Affaires étrangères.
  - Présidente de la Commission du Règlement et Immunités de l'Assemblée Parlementaire du Conseil de l'Europe.
  - Observatrice aux élections d'Albanie, la Slovénie, la Lettonie Armenia, l'Ukraine et la Croatie.
  - Membre de la Délégation Espagnole devant l'Assemblée de l'Union européenne Occidentale au siège de Paris.

## Distinctions honorifiques
- Grand Croix du Mérite Naval de Première Classe avec insigne blanche attribuée en 1992[20].
- Grand Croix du Mérite Aéronautique de Première Classe attribuée en 1994[12].
- Nommée fille adoptive de Palos de la Frontera en 1998[10].
- Médaille d'Or de la Province d'Huelva en 2011[21].
- Prix "Martín Alonso Pinzón" pour ses valeurs constitutionnelles, attribué par la sous-délégation du Gouvernement de l'Espagne à Huelva en 2012[14].
- Prix de la Coopération Iberoamericaine attribué par "Automne Culturel Iberoamericain"[22].
- Grande Dame de l'Ordre Hospitalier de Saint Jean de Jérusalem des Cavaliers de la Malte.